# Adamdighi
Adamdighi, en bengali : আদমদিঘী, est une upazila du Bangladesh dans le district de Bogra ayant en 2011 une population de 195 186 habitants.